# San Francesco al Campo
San Francesco al Campo är en ort och kommun i storstadsregionen Turin, innan 2015 provinsen Turin, i regionen Piemonte, Italien. Kommunen hade 4 927 invånare (2017).